# Clamidioză
Chlamydia, sau mai precis o infecție cu chlamydia, este o infecție cu transmitere sexuală cauzată de bacteria Chlamydia trachomatis. Majoritatea persoanelor infectate nu au simptome. Când apar simptomele, acestea pot apărea doar la câteva săptămâni după infecție; se crede că perioada de incubație dintre expunere și posibilitatea de a infecta pe alții este de ordinul a două până la șase săptămâni. Simptomele la femei pot include scurgeri vaginale sau arsuri la urinare. Simptomele la bărbați pot include scurgeri din penis, arsuri la urinare sau durere și umflare a unuia sau ambelor testicule. Infecția se poate răspândi la tractul genital superior la femei, cauzând boală inflamatorie pelvină, care poate duce la infertilitate viitoare sau la sarcină extrauterină.
Infecțiile cu Chlamydia pot apărea în alte zone în afară de organele genitale, inclusiv anus, ochi, gât și ganglioni limfatici. Infecțiile repetate cu chlamydia ale ochilor care nu sunt tratate pot duce la trahom, o cauză comună a orbirii în țările în curs de dezvoltare.
Chlamydia se poate răspândi în timpul sexului vaginal, anal, oral sau manual și poate fi transmisă de la o mamă infectată la copilul ei în timpul nașterii. Infecțiile oculare se pot răspândi și prin contact personal, muște și prosoape contaminate în zonele cu igienizare slabă. Infecția cu bacteria Chlamydia trachomatis apare numai la oameni. Diagnosticul este adesea prin screening, care este recomandat anual la femeile active sexual sub vârsta de douăzeci și cinci de ani, altele cu risc mai mare și la prima vizită prenatală. Testarea poate fi efectuată pe urină sau pe un tampon de col uterin, vagin sau uretra. Tampoanele rectale sau bucale sunt necesare pentru a diagnostica infecțiile în acele zone.